# 기탄역
기탄역(岐灘驛)은 황해북도 평산군 기탄리에 위치한 청년이천선의 두 번째 역이다. 역의 동쪽으로 마을이 형성되어 있으며 기탄역에서 가장 가까운 마을은 300m 정도 떨어져 있다. 근처에 북쪽으로 선로를 통과하는 길이 있으며 이 길의 북쪽으로 가면 신계읍, 남쪽으로 가면 평산읍으로 갈 수 있다. 

## 같이 보기
- 조선민주주의인민공화국의 철도